# Gabourey Sidibe
Gabourey Sidibe (* 6. května 1983) je americká filmová a televizní herečka. Její první filmovou rolí byla hlavní role ve filmu Precious z roku 2009, za kterou byla nominována na Zlatý glóbus. Později hrála například ve filmech Mistrovský plán (2011) a Sedm psychopatů (2012) a také v seriálech, jako Americký táta (2011). Její matka Alice Tan Ridley je zpěvačka.
Sidibe hrála na televizním seriálu American Horror Story: Coven (2013–14) postavu Queenie a v American Horror Story: Freak Show (2014–15) Reginu Rossovou. Později si zopakovala svou postavu Queenie v American Horror Story: Hotel (2015–16) a v American Horror Story: Apocalypse (2018). Během let 2015 až 2020 hrála v seriálu Empire roli Becky Williams.

## Filmografie

### Film
| Rok  | Název                    | Role                       | Poznámky |
| ---- | ------------------------ | -------------------------- | -------- |
| 2009 | Precious                 | Claireece "Precious" Jones |          |
| 2011 | Yelling to the Sky       | Latonya Williams           |          |
| 2011 | Mistrovský plán          | Odessa Montero             |          |
| 2012 | Sedm psychopatů          | Sharice                    |          |
| 2014 | White Bird in a Blizzard | Beth                       |          |
| 2014 | Life Partners            | Jen                        |          |
| 2014 | Top Five                 | Samu sebe                  |          |
| 2015 | Gravy                    | Winketta                   |          |
| 2016 | Grimsby                  | Banu                       |          |
| 2019 | Come As You Are          | Sam                        |          |
| 2020 | Vyvolená                 | Dawn                       |          |

### Televize
| Rok       | Název                                    | Role                  | Poznámky                        |
| --------- | ---------------------------------------- | --------------------- | ------------------------------- |
| 2010      | Saturday Night Live                      | Host                  | díl: „Gabourey Sidibe/MGMT“     |
| 2010–2013 | Ve znamení raka                          | Andrea Jackson        | 30 dílů                         |
| 2011      | Glenn Martin DDS                         | Keisha (hlas)         | díl: „Date with Destiny“        |
| 2011      | Americký táta                            | samu sebe (hlas)      | díl: „Stanny Tendergrass“       |
| 2012      | Americký táta                            | dívka na párty (hlas) | díl: „Hot Water“                |
| 2013–2014 | American Horror Story: Coven             | Queenie               | 12 dílů                         |
| 2014      | American Horror Story: Freak Show        | Regina Ross           | 3 díly                          |
| 2015–2020 | Empire                                   | Becky Williams        | hlavní role, 90 dílů            |
| 2015–2017 | Difficult People                         | Denise                | 12 dílů                         |
| 2016      | American Horror Story: Hotel             | Queenie               | díl: „Souboj královen“          |
| 2016      | Brad Neely's Harg Nallin' Sclopio Peepio | Various               | 10 dílů                         |
| 2016      | Drunk History                            | Ella Fitzgerald       | díl: „Legends“                  |
| 2017      | BoJack Horseman                          | Tamaara (voice)       | díl: „Starý dům pana Sugarmana“ |
| 2018      | American Horror Story: Apocalypse        | Queenie               | 5 dílů                          |

### Hudební videa
| Rok  | Umělec                        | Název skladby                            |
| ---- | ----------------------------- | ---------------------------------------- |
| 2011 | Foster the People             | „Don't Stop (Color on the Walls)“        |
| 2014 | Channing Tatum and Jamie Foxx | „(I Wanna) Channing All Over Your Tatum“ |